# جاستین چادویک
جاستین چادویک (انگلیسی: Justin Chadwick؛ زادهٔ ۶ دسامبر ۱۹۶۸) هنرپیشه، کارگردان فیلم و تلویزیونی اهل انگلستان است. وی از سال ۱۹۹۱ میلادی تاکنون مشغول فعالیت بوده‌است.
- دختر دیگر بولین (فیلم ۲۰۰۸)
- کلاس اولی (The First Grader)۲۰۱۰
- ماندلا: راه طولانی به آزادی۲۰۱۳
- تب گل لاله۲۰۱۷